# 원주 보문사 청석탑
원주 보문사 청석탑(原州 普門寺 靑石塔)은 대한민국 강원특별자치도 원주시 행구동에 있는 청석탑이다. 1985년 9월 13일 강원특별자치도의 유형문화재 제103호로 지정되었다.

## 개요
보문사터로 알려진 곳에 지금의 절을 새로 지을 때 중 땅속에서 발견된 탑으로, 점판암(벼루를 만들던 돌)으로 이루어진 청석탑이다.
2층의 기단(基壇) 위에 5층의 탑신(塔身)을 올려놓은 구조인데, 기단과 탑신의 모습이 비슷하여 확연히 드러나지는 않는다. 현재는 이 탑을 보호하기 위해 탑의 아래에 화강암의 높고 널찍한 2층의 단을 마련해 놓았다. 아래·위층 기단은 윗면에 연꽃을 새겨놓았고, 탑신부의 각 몸돌에는 불교문자인 범어(梵語)를 새겼다. 현재 탑을 이루고 있는 전체가 모두 원래의 것은 아니고, 탑신의 2·3·4층의 몸돌과 5개의 지붕돌, 두 기단의 맨윗돌 외에는 최근에 새로 만들어 끼워놓은 것이다.
땅속에 오랫동안 묻혀있었던 탓인지 심하게 닳고 부서진 부분이 많으나, 고려시대의 청석탑 양식을 알려주는 귀중한 탑이다.

## 참고 자료
- 원주보문사청석탑 - 국가유산청 국가유산포털